# 张启仁
张启仁（1913年5月—1983年12月），字一虹，男，汉族，山西太谷人，中国画家、美术教育家，曾任中央美术学院副院长，中国美术家协会理事。